# 山度士唱片
山度士唱片（英語：Chandos Records），是一家总部位于英国科尔切斯特市的独立古典音乐唱片公司，1979年由Brian Couzens创建。致力于出版推广英国古典作曲家的作品。

## 曲目
山度士的出版對象包含知名度較為有限的英国、愛爾蘭地區作曲家如赫伯特·豪威尔斯、杰拉尔德·芬齐、查尔斯·斯坦福、阿诺德·巴克斯等所作的管弦乐、合唱、室内乐等。相較於作曲家與曲目選擇，旗下的藝人頗具可看性，包括指揮家理查德·希科克斯、贾南德雷亚·诺赛德、尼姆·耶尔维、弗农·汉德利等人。
山度士还以「恰空」（Chaconne）厂牌发行早期古典音樂唱片，合作的艺术家有珀塞尔四重奏、90音乐学院、苏菲·耶茨等。
山度士的电影配乐系列則记录了许多几乎遗失的电影配乐。这一系列有：亞諾、肖斯塔科维奇、沃恩·威廉斯、巴克斯、科恩戈尔德、科茨、丁塞尔、艾迪生等。

## 评价
|                  | （山度士唱片）维也纳式的摩登主义，崇高理想和颓废丧气式的冲突，总是带着深刻的颠覆性的特点...他大胆不可预知的（作曲家和指挥的）组合使人们联想到德国的表现主义，魏玛酒店和奥地利式的讽刺...他是一位迷人而才华横溢、疯狂的乐曲解说员和指挥家，完全启发了BBC交响乐团的产品。听之绝对是一场冒险！ |
| ——Classic FM杂志 | |

## 外部連結
- 官方网站
- 山度士唱片的Discogs页面（英文）